# Eupithecia centralisata
Eupithecia centralisata är en fjärilsart som beskrevs av Otto Staudinger 1892. Eupithecia centralisata ingår i släktet Eupithecia och familjen mätare. Inga underarter finns listade i Catalogue of Life.